# Les Buddenbrook, le déclin d'une famille
Pour plus de détails, voir Fiche technique et Distribution.
Les Buddenbrook, le déclin d'une famille et Un homme tombé du ciel (Buddenbrooks) est un film allemand, réalisé par Heinrich Breloer, et diffusé en 2008. C'est une adaptation d'un roman de Thomas Mann, Les Buddenbrook.

## Synopsis
L'action du téléfilm raconte le déclin d'une riche famille de négociants en grains de l'Allemagne (ville de Lübeck), les Buddenbrook au XIXe siècle sur une période d'environ 50 ans.
Le film s'ouvre sur une scène de bal de la bonne société de Lübeck, société dont font partie les Buddenbrook. Antonie Buddenbrook dite Tony, 18 ans et dont le cœur est encore à prendre, est courtisée par une foule de jeunes gens qui tous veulent valser avec elle. Les deux frères de Tony, Thomas et son plus jeune frère Christian, plaisantent sans toutefois danser. On voit une charmante jeune femme, Anna, circuler avec sa corbeille de fleurs et on se rend compte qu'entre elle et Thomas, il existe une relation secrète. En effet Thomas, fils aîné du consul Jean Buddenbrook, peut difficilement admettre qu'il fréquente une simple fleuriste.
Peu après, alors que la famille Buddenbrook est réunie dans leur vaste demeure se présente un certain Bendix Grünlich qui s'incline en s'excusant assez bassement du dérangement qu'occasionne sa venue, fait des ronds de jambe et flatte tout le monde mais dit qu'en fait il vient pour affaires avec le consul. Il déplaît de suite à Tony qui le lui fait sentir. Toutefois Grünlich revient lorsqu'il la sait seule, insiste lourdement et essaie de lui arracher un oui en vue d'un mariage mais elle l'éconduit sèchement. Mais les parents de Tony cherchent bien sûr un beau parti pour elle et le consul, ayant pris discrètement ses renseignements sur Grünlich qui réside à Hambourg, est convaincu que Grünlich représente un beau parti.
Tony refuse d'entendre raison ; toutefois, des quatre enfants du consul, elle est certainement la plus fière du rang social qu'occupent ses parents à Lübeck, rang qu'il convient à tout prix de préserver.
Ses parents l'envoient pour quelques jours à Travemünde chez le commandant d'un bateau-pilote ou remorqueur. Là, elle fait la connaissance du fils de ce commandant, un certain Morten et en tombe profondément amoureuse. Hélas, l'idylle entre les deux jeunes gens est contrariée par les différences de statut social et Tony doit se résigner à revenir à Lübeck où son père lui dit qu'elle doit obéissance à ses parents. Aussi Tony finit par accepter d'épouser cet homme qu'elle déteste de tout son cœur et inscrit d'un trait de plume vigoureux en 1845 dans le cahier de famille son accord. En feuillant ce cahier, elle y découvre que son père avait profondément aimé pendant une année une jeune femme morte en couches (« l'année la plus heureuse de ma vie » écrit en français peut y lire Tony) et que seul l'enfant, un certain Gotthold, a survécu. Donc Thomas, Tony, Christian, et plus tard Clara sont en fait les enfants d'un second mariage du consul, mariage harmonieux dont le consul n'eut jamais à se plaindre.
Très vite, Tony se rend compte que son mari la délaisse et fait tout pour éviter qu'elle puisse rencontrer d'autres gens à Hambourg. Par ailleurs, un certain banquier, Kesselmeyer, est souvent chez eux et elle l'entend souvent rire aux éclats. Il s'avère en fait que Kesselmeyer, malgré les supplications de Grünlich, se refuse à prolonger le crédit qu'il lui fait et de ce fait, Grünlich est de facto en état de banqueroute. Buddenbrook père aurait certes la possibilité de sauver Grünlich, mais moyennant un investissement considérable et au risque d'affaiblir les finances de la société Buddenbrook. Aussi Tony conjure son père de ne pas le faire, tant pis pour Grünlich. Et le consul ramène sa fille à Lübeck pendant que Grünlich, aux bords de la crise de nerf, crie « mais va-t-en donc, je ne t'ai épousé que pour ta dot pauvre idiote »...
La santé de Jean Buddenbrook déclinant assez rapidement, il remet à son fils aîné, Thomas, travailleur, capable et ayant déjà le sens des responsabilités la direction de l'entreprise alors que Christian, son frère, est un dilettante peu intéressé par le commerce mais bien plus par le théâtre et les fêtes, incapable de se concentrer sérieusement sur les problèmes de négoce. Aussi, la mésentente entre les deux frères devient petit à petit totale.
Peu après la mort de Jean Buddenbrook, Thomas qui se trouvait à Amsterdam, s'éprend de Gerda, une connaissance de Tony et fille d'un riche négociant d'Amsterdam et ne tarde pas à demander sa main pour revenir à la grande joie de Tony s'installer avec Gerda à Lübeck. Gerda n'a en fait qu'une passion : le violon dont elle passe tous les jours des heures à jouer. Elle donne naissance à un enfant, un garçon appelé Hanno de constitution délicate, le contraire d'un futur responsable d'entreprise.
De son côté, Tony avait lors d'un séjour à Munich fait la connaissance d'un négociant en houblon, un certain Alois Permaneder qui peu après demande sa main et Tony, désireuse de ne pas finir vieille fille accepte et part s'installer à Munich. Hélas, elle déchante vite car elle se rend compte qu'Alois, sans ambition, n'a qu'une hâte, c'est de se retirer des affaires et vivre paisiblement en rentier. Par ailleurs Alois, rentrant un soir éméché d'une soirée entre hommes est surpris par Tony alors qu'il embrasse leur bonne. Scandalisée, elle retourne à Lübeck. Il s'avère que Permaneder n'a rien contre un divorce et à la grande surprise de Tony, il restitue même un peu plus tard sa dot, remontant ainsi dans l'estime de Tony.
La tension entre les deux frères atteint bientôt son comble et Thomas traite Christian de parasite tout en réglant une dernière fois les dettes de jeu de son frère. Thomas, bien qu'à peine dans la quarantaine, ressent une grande lassitude et fatigue, d'autant plus qu'il a perdu à plusieurs reprises de l'argent lors de certaines transactions. Et même son élection en tant que sénateur de la ville de Lübeck reste une maigre consolation pour lui alors que sa sœur Tony rayonne de fierté.
Le décès de leur mère ravive encore la tension entre les frères qui se chamaillent à propos de biens matériels tels que couverts, assiettes, argenterie...
À cela s'ajoute la déception concernant son fils Hanno qui, il le sent, ne lui succédera jamais. Bref, Thomas est usé. Un jour, sous l'effet d'une forte douleur dentaire il se rend en plein hiver chez un dentiste. Or l'extraction de la molaire s'avère si douloureuse qu'il ressort du cabinet en titubant et s'affale peu après pour ne plus se relever. A  l'enterrement où tous les Buddenbrook sont réunis, Christian dit son chagrin et sa tristesse car il a en fait toujours aimé ce grand frère.
Quant au jeune Hanno, qui a attrapé une pneumonie, il meurt, confirmant ainsi le déclin et l'extinction des Buddenbrook. Gerda, elle, retourne à Amsterdam.

## Fiche technique
- Titre allemand : Buddenbrooks
- Titre allemand alternatif : Buddenbrooks - Ein Geschäft von einiger Grösse
- Réalisation : Heinrich Breloer
- Scénario : Heinrich Breloer et Horst Königstein, d'après le roman de Thomas Mann, Les Buddenbrook
- Photographie : Gernot Roll
- Musique : Hans-Peter Ströer
- Montage : Barbara von Weitershausen
- Décors : Götz Weidner
- Costumes : Barbara Baum
- Durée : 180 min

## Distribution
- Armin Mueller-Stahl (VF: Bernard Tiphaine) : Johann "Jean" Buddenbrook
- Jessica Schwarz : Tony Buddenbrook
- Mark Waschke : Thomas Buddenbrook
- August Diehl : Christian Buddenbrook
- Iris Berben : Elisabeth "Bethsy" Buddenbrook
- Léa Bosco : Gerda Buddenbrook
- Alexander Fehling : Morten Schwarzkopf
- Justus von Dohnányi : Bendix Grünlich
- Martin Feifel : Alois Permaneder
- Nina Proll : Aline Puvogel
- Raban Bieling : Hanno Buddenbrook
- Sylvester Groth : Kesselmeyer
- Fedja van Huêt : Hermann Hagenström
- Ariella Hirshfeld : Julchen Möllendorpf
- Sunnyi Melles : Mme Möllendorpf
- Josef Ostendorf : Sénateur Möllendorpf
- Max von Pufendorf : René Maria von Trotha
- Maja Schöne : Anna Iwersen
- Tonio Arango : Stefan Kistenmaker
- Matthias Deutelmoser : Docteur Giesecke
- André Hennicke : Gosch
- Teresa Harder: Ida Jungmann
- Elert Bode : Consul Lebrecht Kröger
- Michael Abendroth : Docteur Grabow
- Jan-Hendrik Kiefer : Kai von Mölln
- Jürgen Rißmann : Diener Anton